# Dag Hopen
Dag Hopen (* 6. April 1961 in Tønsberg) ist ein ehemaliger norwegischer Radrennfahrer.

## Sportliche Laufbahn
Hopen war Teilnehmer der Olympischen Sommerspiele 1984 in Los Angeles. Im Mannschaftszeitfahren belegte der norwegische Vierer mit Dag Hopen, Hans Petter Ødegård, Arnstein Raunehaug und Morten Sæther den 10. Platz.
Hopen gewann bei den UCI-Straßen-Weltmeisterschaften 1983 gemeinsam mit Hans Petter Ødegård, Terje Gjengaar und Tom Pedersen die Bronzemedaille.